# کاروانسرای بیاض
کاروانسرای بیاض مربوط به دوره قاجار است و در شهرستان رفسنجان، بخش انار، دهستان بیاض واقع شده و این اثر در تاریخ ۲۷ مرداد ۱۳۸۲ با شمارهٔ ثبت ۹۵۶۳ به‌عنوان یکی از آثار ملی ایران به ثبت رسیده است.